# Eletti alla Camera dei deputati nelle elezioni politiche italiane del 1865
Eletti alla Camera dei deputati nelle elezioni politiche italiane del 1865.

## Collegi

### A - O
| Collegio                   | Eletto                                              | Lista             | Note |  |
| -------------------------- | --------------------------------------------------- | ----------------- | --- |  |
| Abbiategrasso              | Giuseppe Mussi                                      | Sinistra storica  | |  |
| Acerenza                   | Carlo De Cesare                                     |                   | Dimissionario il 1º settembre 1866, viene eletto in sostituzione Ferdinando Lopez Fonseca                                                                                                |  |
| Acerra                     | Vincenzo Spinelli di Scalea                         | Sinistra storica  | |  |
| Acireale                   | Lorenzo Camerata-Scovazzo                           |                   | |  |
| Acquaviva delle Fonti      | Francesco Raffaele Curzio                           | Sinistra storica  | |  |
| Acqui                      | Giacomo Gianolio                                    |                   | |  |
| Adria                      | Carlo Pisani                                        |                   | |  |
| Afragola                   | Antonio Majuri                                      |                   | Elezione annullata il 30 novembre 1865, viene eletto in sostituzione Achille Di Lorenzo; elezione nuovamente annullata il 22 maggio 1866, viene eletto in sostituzione Eugenio Chiaradia |  |
| Agnone                     | Francesco Saverio Sabelli                           |                   | |  |
| Airola                     | Costantino Crisci                                   |                   | Dimissionario il 16 aprile 1866, viene eletto in sostituzione Giacomo Tofano |  |
| Alba                       | Michele Coppino                                     | Sinistra storica  | |  |
| Albenga                    | Alessandro d'Aste Ricci                             |                   | |  |
| Alessandria                | Urbano Rattazzi                                     | Sinistra storica  | |  |
| Alghero                    | Antonio Costa                                       |                   | |  |
| Altamura                   | Giovanni Sabini                                     |                   | |  |
| Amalfi                     | Francesco Mezzacapo poi Federico Della Monica       |                   | |  |
| Ancona                     | Giovanni Bonomi                                     |                   | |  |
| Andria                     | Giuseppe Garibaldi                                  | Estrema sinistra  | |  |
| Angri                      | Filippo Abbignente poi Raffaele Fioretti            |                   | |  |
| Aosta                      | Domenico Berti                                      | Destra storica    | |  |
| Appiano                    | Francesco Peluso                                    |                   | |  |
| Aquila                     | Fabio Cannella                                      | Sinistra storica  | |  |
| Aragona                    | Giuseppe Cognata                                    | Sinistra storica  | |  |
| Arezzo                     | Leonardo Romanelli poi Enrico Fossombroni           | Destra storica    | |  |
| Ariano di Puglia           | Pasquale Stanislao Mancini                          | Sinistra storica  | |  |
| Ascoli Piceno              | Marco Scariglia                                     |                   | |  |
| Asola                      | Anselmo Guerrieri Gonzaga                           |                   | |  |
| Asti                       | Luigi Baino                                         |                   | |  |
| Atessa                     | Silvio Spaventa                                     | Destra storica    | |  |
| Atri                       | Giuseppe Devincenzi                                 | Destra storica    | |  |
| Atripalda                  | Vincenzo Belli poi Enrico Capozzi                   |                   | |  |
| Avellino                   | Luigi Minervini                                     |                   | |  |
| Aversa                     | Cesare Golia                                        |                   | |  |
| Avezzano                   | Carlo Botticelli                                    |                   | |  |
| Avigliana                  | Felice Genero                                       |                   | |  |
| Badia Polesine             | Luigi Bosi                                          |                   | |  |
| Bagnara Calabra            | Zaverio Vollaro                                     |                   | |  |
| Bardolino                  | Pietro Di Serego-Alighieri                          |                   | |  |
| Barge                      | Giambattista Bertini                                |                   | |  |
| Bari                       | Vincenzo Carbonelli                                 | Sinistra storica  | |  |
| Bassano                    | Gaetano Manci                                       |                   | |  |
| Belluno                    | Paolo Lioy                                          | Destra storica    | |  |
| Benevento                  | Federico Torre                                      | Liberale moderato | |  |
| Bergamo                    | Giovanni Morelli                                    | Destra storica    | |  |
| Bettola                    | Carlo Boncompagni                                   | Destra storica    | |  |
| Biandrate                  | Luigi Tornielli                                     |                   | |  |
| Bibbiena                   | Ottaviano Goretti                                   |                   | |  |
| Biella                     | Alfonso La Marmora                                  | Destra storica    | |  |
| Bitonto                    | Francesco Paolo Catucci                             |                   | |  |
| Bivona                     | Antonino Ferrantelli                                |                   | |  |
| Bobbio                     | Pietro Fossa                                        |                   | |  |
| Bologna                    | Marco Minghetti                                     | Destra storica    | |  |
| Bologna II                 | Gioacchino Pepoli                                   |                   | |  |
| Bologna III                | Carlo Berti-Pichat                                  |                   | |  |
| Borghetto Lodigiano        | Giovanni Battista Bianchi-Mina poi Giuseppe Finzi   | Sinistra storica  | |  |
| Borgo a Mozzano            | Giuseppe Garzoni                                    | Destra storica    | |  |
| Borgomanero                | Saverio Vegezzi                                     | Destra storica    | |  |
| Borgo San Dalmazzo         | Spirito Riberi                                      | Sinistra storica  | |  |
| Borgo San Donnino          | Zaverio Scolari poi Giuseppe Piroli                 | Liberale moderato | |  |
| Borgo San Lorenzo          | Tommaso Corsini                                     | Destra storica    | |  |
| Borgotaro                  | Pietro Torrigiani                                   | Destra storica    | |  |
| Bovino                     | Michele Praus                                       |                   | |  |
| Bozzolo                    | Giovanni Chiassi poi Emilio Visconti-Venosta        | Destra storica    | |  |
| Bra                        | Desiderato Chiaves                                  | Destra storica    | |  |
| Breno                      | Francesco Cuzzetti                                  |                   | |  |
| Brescia                    | Gaetano Facchi                                      |                   | |  |
| Bricherasio                | Filippo Brignone                                    | Destra storica    | |  |
| Brienza                    | Francesco Lovito                                    |                   | |  |
| Brindisi                   | Gaetano Brunetti                                    |                   | |  |
| Brivio                     | Andrea Molinari                                     |                   | |  |
| Budrio                     | Giovan Battista Ercolani                            | Sinistra storica  | |  |
| Busto Arsizio              | Ercole Lualdi                                       |                   | |  |
| Caccamo                    | Francesco Venturelli                                |                   | |  |
| Cagli                      | Francesco Fiorenzi                                  |                   | |  |
| Cagliari                   | Giuseppe Pasella                                    |                   | |  |
| Caiazzo                    | Michele Ungaro                                      | Sinistra storica  | |  |
| Cairo Montenotte           | Apollo Sanguinetti                                  |                   | |  |
| Calatafimi                 | Luigi Miceli                                        | Estrema sinistra  | |  |
| Caltagirone                | Filippo Cordova                                     | Destra storica    | |  |
| Caltanissetta              | Vincenzo Di Figlia                                  |                   | |  |
| Caluso                     | Matteo Pescatore                                    | Sinistra storica  | |  |
| Camerino                   | Valerio Cesare                                      |                   | |  |
| Campagna                   | Michele Avitabile                                   |                   | |  |
| Campi Bisenzio             | Adriano Mari                                        | Destra storica    | |  |
| Campi Salentina            | Bonaventura Mazzarella                              |                   | |  |
| Campobasso                 | Giuseppe Volpe                                      |                   | |  |
| Canicattì                  | Niccolò Musmeci                                     |                   | |  |
| Capaccio                   | Francesco Giordano                                  |                   | |  |
| Capannori                  | Stefano Orsetti                                     |                   | |  |
| Capriata d'Orba            | Tito Orsini                                         | Destra storica    | |  |
| Caprino Bergamasco         | Cesare Cantù                                        | Destra storica    | |  |
| Capua                      | Salvatore Pizzi                                     |                   | |  |
| Carmagnola                 | Sebastiano Tecchio poi Pietro Fenolio               | Sinistra storica  | |  |
| Carpi                      | Antonio Araldi                                      |                   | |  |
| Casale Monferrato          | Filippo Mellana                                     |                   | |  |
| Casalmaggiore              | Angelo Bargoni                                      | Centro            | |  |
| Caserta                    | Jacopo Comin                                        |                   | |  |
| Casoria                    | Valerio Beneventani                                 |                   | |  |
| Cassano all'Ionio          | Luigi Praino poi Giuseppe Pace                      |                   | |  |
| Cassino                    | Alfonso Visocchi                                    | Sinistra storica  | |  |
| Castelfranco Veneto        | Francesco Gritti                                    |                   | |  |
| Castellammare di Stabia    | Edoardo D'Amico                                     |                   | |  |
| Castel Maggiore            | Camillo Casarini                                    | Sinistra storica  | |  |
| Castelnuovo di Garfagnana  | Carlo Morelli                                       |                   | |  |
| Castelnovo ne' Monti       | Giovanni Grilenzoni poi Leopoldo Cattani Cavalcanti |                   | |  |
| Castel San Giovanni        | Nino Bixio                                          | Estrema sinistra  | |  |
| Castelvetrano              | Francesco Crispi                                    | Sinistra storica  | |  |
| Castiglione delle Stiviere | Luigi Melegari                                      |                   | |  |
| Castiglione di Sicilia     | Benedetto Majorana-Fiamingo                         |                   | |  |
| Castroreale                | Antonino Fazi-Salvo                                 |                   | |  |
| Castrovillari              | Domenico Damis                                      |                   | |  |
| Catania                    | Mario Rizzari                                       | Sinistra storica  | |  |
| Catania II                 | Martino Speciale Costarelli                         |                   | |  |
| Catanzaro                  | Ippolito De Riso                                    |                   | |  |
| Caulonia                   | Luigi Amaduri poi Giuseppe Rossi                    | Sinistra storica  | |  |
| Cefalù                     | Giovanni Maurigi poi Nicola Botta                   |                   | |  |
| Ceneda                     | Giacinto Pellatis                                   |                   | |  |
| Cento                      | Francesco Borgatti                                  | Destra storica    | |  |
| Cerignola                  | Ettore Ripandelli                                   |                   | |  |
| Cesena                     | Gaspare Finali                                      | Destra storica    | |  |
| Ceva                       | Ferdinando Siccardi                                 | Destra storica    | |  |
| Cherasco                   | Agostino Petitti Bagliani di Roreto                 |                   | |  |
| Chiaravalle Centrale       | Damiano Assanti                                     | Destra storica    | |  |
| Chiari                     | Berardo Maggi                                       |                   | |  |
| Chiaromonte                | Filippo De Blasio                                   |                   | |  |
| Chiavari                   | Stefano Castagnola                                  | Destra storica    | |  |
| Chieri                     | Vittorio Villa                                      |                   | |  |
| Chieti                     | Angelo Camillo De Mais poi Raffaele Mezzanotte      | Sinistra storica  | |  |
| Chioggia                   | Sante Bullo                                         |                   | |  |
| Chivasso                   | Paolo Viora poi Genova Giovanni Thaon di Revel      |                   | |  |
| Cicciano                   | Giuseppe Rega                                       | Sinistra storica  | |  |
| Cirié                      | Carlo Demaria                                       |                   | |  |
| Cittadella                 | Andrea Cittadella-Vigodarzere                       |                   | |  |
| Città di Castello          | Angelico Fabbri                                     | Estrema sinistra  | |  |
| Cittaducale                | Giuseppe Mannetti                                   |                   | |  |
| Cittanuova                 | Antonino Plutino                                    |                   | |  |
| Città Sant'Angelo          | Francesco De Blasiis                                | Destra storica    | |  |
| Cividale                   | Pacifico Valussi                                    | Destra storica    | |  |
| Clusone                    | Antonio Testa                                       |                   | |  |
| Codogno                    | Angelo Grossi                                       | Destra storica    | |  |
| Colle di Val d'Elsa        | Ferdinando Andreucci                                | Destra storica    | |  |
| Comacchio                  | Federico Seismit-Doda                               | Sinistra storica  | |  |
| Comiso                     | Rosario Cancellieri                                 | Sinistra storica  | |  |
| Como                       | Carlo De Capitani                                   |                   | |  |
| Como II                    | Gaetano Scalini                                     | Destra storica    | |  |
| Conversano                 | Giuseppe Lazzaro                                    | Sinistra storica  | |  |
| Corato                     | Fabio Carcani                                       |                   | |  |
| Corigliano Calabro         | Vincenzo Sprovieri                                  | Sinistra storica  | |  |
| Corleone                   | Federico Napoli                                     |                   | |  |
| Corleto Perticara          | Domenico Asselta                                    |                   | |  |
| Correggio                  | Giuseppe Torelli poi Luigi Sormani-Moretti          |                   | |  |
| Corteolona                 | Giuseppe Maccabruni                                 |                   | |  |
| Cortona                    | Girolamo Mancini                                    |                   | |  |
| Cosenza                    | Davide Andreotti                                    |                   | |  |
| Cossato                    | Quintino Sella                                      | Destra storica    | |  |
| Cotrone                    | Giovanni Barracco                                   |                   | |  |
| Crema                      | Enrico Martini                                      |                   | |  |
| Cremona                    | Mauro Macchi                                        | Radicale          | |  |
| Crescentino                | Casimiro Ara                                        |                   | |  |
| Cuggiono                   | Giorgio Mozzoni poi Francesco Annoni di Cerro       |                   | |  |
| Cuneo                      | Pier Carlo Boggio poi Vittorio Bersezio             | Sinistra storica  | |  |
| Cuorgnè                    | Trofimo Arnulfi                                     |                   | |  |
| Desio                      | Antonio Allievi poi Guido Borromeo                  | Destra storica    | |  |
| Domodossola                | Giovanni Domenico Protasi                           |                   | |  |
| Dronero                    | Angelo Brofferio poi Agostino Moschetti             | Sinistra storica  | |  |
| Empoli                     | Antonio Salvagnoli-Marchetti                        |                   | |  |
| Erba                       | Federico Bellazzi                                   |                   | |  |
| Este                       | Paolo Lioy                                          | Destra storica    | |  |
| Fabriano                   | Giovanni Battista Carletti-Giampieri                |                   | |  |
| Faenza                     | Lodovico Caldesi                                    |                   | |  |
| Fano                       | Vincenzo Tommasini                                  |                   | |  |
| Feltre                     | Giacomo Alvisi                                      |                   | |  |
| Fermo                      | Giuseppe Ignazio Trevisani                          | Sinistra storica  | |  |
| Ferrara                    | Luigi Zini poi Tancredi Mosti                       | Indipendente      | |  |
| Ferrara II                 | Carlo Mazzucchi                                     |                   | |  |
| Firenze                    | Ubaldino Peruzzi                                    | Destra storica    | |  |
| Firenze II                 | Bettino Ricasoli                                    | Destra storica    | |  |
| Firenze III                | Ermolao Rubieri                                     |                   | |  |
| Firenze IV                 | Emilio Cipriani                                     | Sinistra storica  | |  |
| Fiorenzuola                | Antonio Oliva                                       | Sinistra storica  | |  |
| Foggia                     | Giuseppe Ricciardi                                  | Radicale          | |  |
| Forlì                      | Cesare Albicini poi Aurelio Saffi poi Enrico Cosenz |                   | |  |
| Formia                     | Raffaele Gigante                                    |                   | |  |
| Fossano                    | Ignazio Pettinengo                                  |                   | |  |
| Francavilla di Sicilia     | Luigi Ranco                                         | Sinistra storica  | |  |
| Foligno                    | Tiberio Berardi                                     |                   | |  |
| Gallarate                  | Francesco Restelli                                  | Destra storica    | |  |
| Gallipoli                  | Giuseppe Romano                                     |                   | |  |
| Gavirate                   | Giuseppe Ferrari poi Lodovico Frappolli             | Sinistra storica  | |  |
| Gemona                     | Gabriele Luigi Pecile                               | Destra storica    | |  |
| Genova                     | Vincenzo Ricci                                      |                   | |  |
| Genova II                  | Francesco Serra-Cassano                             |                   | |  |
| Genova III                 | Giovanni Ricci                                      | Destra storica    | |  |
| Gerace                     | Tiberio De Blasio Di Palizzi                        |                   | |  |
| Gessopalena                | Leonardo Raffaele                                   |                   | |  |
| Gioia                      | Vincenzo Rogadeo                                    |                   | |  |
| Girgenti                   | Luigi La Porta                                      | Sinistra storica  | |  |
| Giulianova                 | Carlo Acquaviva                                     |                   | |  |
| Gonzaga                    | Carlo Guerrieri-Gonzaga                             |                   | |  |
| Gorgonzola                 | Giuseppe Robecchi                                   | Destra storica    | |  |
| Grosseto                   | Giovanni Antonio Sanna                              | Sinistra storica  | |  |
| Guastalla                  | Zaverio Scolari poi Giuseppe Massari                | Destra storica    | |  |
| Iglesias                   | Luigi Serra                                         |                   | |  |
| Imola                      | Giuseppe Zaccheroni                                 |                   | |  |
| Iseo                       | Giuseppe Zanardelli                                 | Sinistra storica  | |  |
| Isernia                    | Gennaro De Filippo                                  | Destra storica    | |  |
| Isili                      | Michele Carboni                                     |                   | |  |
| Isola della Scala          | Luigi Arrigossi                                     |                   | |  |
| Ivrea                      | Giuseppe Brida                                      |                   | |  |
| Jesi                       | Antonio Colocci                                     | Sinistra storica  | |  |
| Lacedonia                  | Giuseppe Tozzoli                                    |                   | |  |
| Lagonegro                  | Antonio Arcieri                                     | Sinistra storica  | |  |
| Lanciano                   | Angelo Camerini                                     |                   | |  |
| Langhirano                 | Ferdinando Paini                                    |                   | |  |
| Lanusei                    | Giuseppe Luigi Delitala                             |                   | |  |
| Lanzo Torinese             | Paolo Massa                                         |                   | |  |
| Lari                       | Giuseppe Panattoni                                  | Moderato          | |  |
| Larino                     | Scipione Di Blasio                                  | Sinistra storica  | |  |
| Lecce                      | Agostino Bertani                                    | Radicale          | |  |
| Legnago                    | Pietro Montagna                                     |                   | |  |
| Lendinara                  | Giovanni Acerbi                                     | Sinistra storica  | |  |
| Leno                       | Alessandro Legnazzi                                 |                   | |  |
| Levanto                    | Federico Castelli                                   |                   | |  |
| Livorno I                  | Francesco Domenico Guerrazzi                        | Radicale          | |  |
| Livorno II                 | Vincenzo Malenchini                                 | Destra storica    | |  |
| Lodi                       | Paolo Griffini                                      |                   | |  |
| Lonato                     | Emilio Broglio                                      | Destra storica    | |  |
| Lonigo                     | Francesco Pasqualigo                                |                   | |  |
| Lucca                      | Francesco Carrara                                   | Destra storica    | |  |
| Lucera                     | Domenico Mauro                                      | Sinistra storica  | |  |
| Lugo                       | Giovanni Battista Samaritani                        |                   | |  |
| Macerata                   | Giovanni Battista Gaola-Antinori                    |                   | |  |
| Macomer                    | Efisio Cugia di Sant'Orsola                         |                   | |  |
| Maglie                     | Luigi Semola                                        |                   | |  |
| Manduria                   | Giuseppe Guerzoni                                   | Estrema sinistra  | |  |
| Manfredonia                | Pasquale Petroni                                    |                   | |  |
| Manoppello                 | Fileno Olivieri                                     |                   | |  |
| Mantova                    | Antonio Arrivabene                                  |                   | |  |
| Marsala                    | Abele Damiani                                       | Sinistra storica  | |  |
| Martinengo                 | Francesco Cedrelli                                  |                   | |  |
| Massa Carrara              | Andrea Del Medico                                   |                   | |  |
| Massafra                   | Carlo Cattaneo                                      |                   | |  |
| Matera                     | Francesco Lo Monaco                                 |                   | |  |
| Melegnano                  | Giuseppe Guttierez                                  |                   | |  |
| Melfi                      | Floriano Del Zio                                    | Sinistra storica  | |  |
| Melito                     | Agostino Plutino                                    | Sinistra storica  | |  |
| Menaggio                   | Achille Polti                                       | Sinistra storica  | |  |
| Mercato San Severino       | Mattia Farina                                       | Sinistra storica  | |  |
| Messina                    | Giuseppe Mazzini                                    | Estrema sinistra  | |  |
| Messina II                 | Giorgio Tamaio                                      |                   | |  |
| Milano                     | Giovanni Visconti Venosta                           |                   | |  |
| Milano II                  | Carlo Tenca                                         | Destra storica    | |  |
| Milano III                 | Cesare Correnti                                     | Destra storica    | |  |
| Milano IV                  | Giuseppe Sirtori                                    | Sinistra storica  | |  |
| Milano V                   | Giuseppe Piolti De Bianchi                          |                   | |  |
| Milazzo                    | Antonino Cumbo Borgia                               |                   | |  |
| Militello                  | Salvatore Maiorana Cucuzzella                       |                   | |  |
| Minervino Murge            | Antonio Greco                                       |                   | |  |
| Mirabella Eclano           | Odoardo Grella                                      |                   | |  |
| Mirandola                  | Luigi Agnini                                        |                   | |  |
| Mirano                     | Isacco Maurogonato Pesaro                           |                   | |  |
| Mistretta                  | Stefano Zirilli poi Francesco Camerata Scovazzo     |                   | |  |
| Modena I                   | Nicola Fabrizi                                      | Sinistra storica  | |  |
| Modena II                  | Ignazio Tonelli                                     |                   | |  |
| Modica                     | Carlo Papa                                          |                   | |  |
| Molfetta                   | Francesco Mauro poi Matteo Raeli                    | Destra storica    | |  |
| Mondovì                    | Giorgio Borsarelli                                  |                   | |  |
| Monopoli                   | Giuseppe Fanelli                                    | Estrema sinistra  | |  |
| Monreale                   | Filippo Orlando poi Domenico Trigona                |                   | |  |
| Montagnana                 | Girolamo Faccioli poi Alvise Carazzolo              |                   | |  |
| Montalcino                 | Giambattista Castellani                             |                   | |  |
| Montebelluna               | Pietro Fabris                                       |                   | |  |
| Montecchio                 | Amos Ronchei                                        |                   | |  |
| Montecorvino Rovella       | Francesco Petrone                                   |                   | |  |
| Monte San Giorgio          | Pio Bartolucci                                      |                   | |  |
| Monteleone Calabro         | Benedetto Musolino                                  | Sinistra storica  | |  |
| Montepulciano              | Alessandro Corticelli poi Giacomo Servadio          |                   | |  |
| Montesarchio               | Francesco Bove                                      |                   | |  |
| Montevarchi                | Ferdinando Panciatichi                              |                   | |  |
| Monza                      | Paolo Mantegazza                                    | Centro            | |  |
| Morcone                    | Luigi Colesanti                                     |                   | |  |
| Mortara                    | Luigi Pissavini                                     | Sinistra storica  | |  |
| Muro Lucano                | Francesco Marolda Petilli                           |                   | |  |
| Napoli                     | Giuseppe Avezzana                                   | Sinistra storica  | |  |
| Napoli II                  | Carlo Poerio                                        |                   | |  |
| Napoli III                 | Francesco De Rosa                                   |                   | |  |
| Napoli IV                  | Domenico Pisacane                                   |                   | |  |
| Napoli V                   | Mariano D'Ayala                                     | Sinistra storica  | |  |
| Napoli VI                  | Antonio Ranieri                                     | Sinistra storica  | |  |
| Napoli VII                 | Gennaro San Donato                                  |                   | |  |
| Napoli VIII                | Pasquale Ciccarelli                                 |                   | |  |
| Napoli IX                  | Paolo Confalone                                     |                   | |  |
| Napoli X                   | Liborio Romano                                      |                   | |  |
| Napoli XI                  | Luigi Giordano                                      |                   | |  |
| Napoli XII                 | Enrico Spasiano                                     |                   | |  |
| Naso                       | Luigi Basile                                        | Destra storica    | |  |
| Nicastro                   | Francesco Stocco poi Vincenzo Stocco                | Moderato          | |  |
| Nicosia                    | Giuseppe Pantano poi Salvatore Maiorana Calatabiano |                   | |  |
| Nizza Monferrato           | Giovanni Visone                                     | Destra storica    | |  |
| Nocera Inferiore           | Francesco Calvanese                                 |                   | |  |
| Nola                       | Michele Rossi                                       |                   | |  |
| Noto                       | Vincenzo Trigona di Canicarao                       |                   | |  |
| Novara                     | Giovanni Gibellini Tornielli                        |                   | |  |
| Novi Ligure                | Carlo Varese poi Angelo Frascara                    |                   | |  |
| Nuoro                      | Giorgio Asproni                                     | Sinistra storica  | |  |
| Nuraminis                  | Francesco Salaris                                   |                   | |  |
| Oderzo                     | Pietro Manfrin                                      | Destra storica    | |  |
| Oleggio                    | Michele Morini                                      | Destra storica    | |  |
| Oneglia                    | Giuseppe Biancheri poi Bartolommeo Borelli          | Destra storica    | |  |
| Oristano                   | Marco Calvo                                         |                   | |  |
| Ortona                     | Nicola Marcone                                      |                   | |  |
| Orvieto                    | Giacomo Bracci                                      |                   | |  |
| Osimo                      | Giuseppe Briganti Bellini                           | Destra storica    | |  |
| Oviglio                    | Paolo Ercole                                        |                   | |  |
| Ozieri                     | Demetrio Castelli                                   |                   | |  |
|                            |                                                     |                   | |  |

### P - Z
| Collegio                    | Eletto                      | Lista            | Note |
| --------------------------- | --------------------------- | ---------------- | --- |
| Padova                      | Ferdinando Cavalli          |                  | Opta per il collegio di Piove il 22 dicembre 1866, viene eletto in sostituzione Francesco Piccoli |
| Padova II                   | Vincenzo Breda              |                  | |
| Palata                      | Costanzo Norante            |                  | |
| Palermo I                   | Lorenzo di Roccaforte Cottù |                  | |
| Palermo II                  | Francesco Paolo Perez       |                  | Elezione annullata il 2 dicembre 1865, viene eletto in sostituzione Saverio Friscia |
| Palermo III                 | Antonio Mordini             |                  | |
| Palermo IV                  | Vito d'Ondes Reggio         |                  | |
| Pallanza                    | Pietro Spurgazzi            |                  | |
| Palmanova                   | Giacomo Collotta            |                  | |
| Palmi                       | Vincenzo Amadori            |                  | |
| Paola                       | Giuseppe Valitutti          |                  | |
| Parma                       | Pietro Cocconi              |                  | |
| Parma II                    | Nino Bixio                  |                  | Opta per il collegio di Castel San Giovanni il 15 dicembre 1866, viene eletto in sostituzione Riccardo Sineo |
| Partinico                   | Benedetto Castiglia         |                  | |
| Paternò                     | Ercole Tedeschi-Amato       |                  | |
| Patti                       | Michele Bertolami           |                  | |
| Pavia                       | Benedetto Cairoli           |                  | |
| Pavullo                     | Giovanni Bortolucci         |                  | |
| Penne                       | Diego Aliprandi             |                  | |
| Perugia I                   | Coriolano Monti             |                  | |
| Perugia II                  | Nicola Danzetta             |                  | |
| Pesaro                      | Sansone D'Ancona            |                  | |
| Pescarolo ed Uniti          | Giovanni Cadolini           |                  | |
| Pescia                      | Francesco Scoti             |                  | Dimissionario il 21 dicembre 1866, viene eletto in sostituzione Leopoldo Galeotti |
| Pescina                     | Donato De Caris             |                  | Elezione annullata il 29 novembre 1865, viene eletto in sostituzione Lindoro Mascitelli |
| Petralia Soprana            | Benedetto Deodato           |                  | |
| Piacenza                    | Giacinto Carini             |                  | |
| Piedimonte d'Alife          | Gaetano Del Giudice         |                  | |
| Pietrasanta                 | Gaetano Bichi               |                  | |
| Pieve di Cadore             | Natale Talamini             |                  | |
| Pinerolo                    | Cesare Bertea               |                  | |
| Piove di Sacco              | Ferdinando Cavalli          |                  | |
| Pisa                        | Rinaldo Ruschi              |                  | |
| Pistoia I                   | Enrico Betti                |                  | |
| Pistoia II                  | Paolo Corsini               |                  | Elezione annullata il 29 novembre 1865, viene eletto in sostituzione Giuseppe Civinini |
| Pizzighettone               | Stefano Jacini              | Destra storica   | |
| Poggio Mirteto              | Luigi Pianciani             |                  | Opta per il collegio di Spoleto il 18 dicembre 1866, viene eletto in sostituzione Giuseppe Galletti |
| Pontassieve                 | Alfredo Serristori          |                  | |
| Pontecorvo                  | Pasquale Pelagalli          |                  | |
| Pontedecimo                 | Lazzaro Negrotto Cambiaso   |                  | |
| Pontedera                   | Giuseppe Toscanelli         |                  | |
| Pontremoli                  | Pietro Torrigiani           |                  | Opta per il collegio di Borgotaro il 18 dicembre 1866, viene eletto in sostituzione Raffaele Cocchi |
| Popoli                      | Enrico Muzi                 |                  | |
| Pordenone                   | Pietro Ellero               |                  | |
| Portogruaro                 | Giovanni Battista Varè      |                  | |
| Porto Maurizio              | Giuseppe Airenti            |                  | Dimissionario il 30 aprile 1866, viene eletto in sostituzione Carlo Alfieri di Magliano |
| Potenza                     | Paolo Cortese               |                  | |
| Pozzuoli                    | Luigi Miceli                | Estrema sinistra | Opta per il collegio di Calatafimi il 1º dicembre 1865, viene eletto in sostituzione Francesco Avellino |
| Prato                       | Piero Pieri                 |                  | |
| Prizzi                      | Vincenzo Errante            |                  | |
| Ragusa Superiore            | Emanuele Schininà           |                  | |
| Rapallo                     | Giorgio Molfino             |                  | |
| Ravenna I                   | Gioacchino Rasponi          |                  | |
| Ravenna II                  | Domenico Farini             | Sinistra storica | |
| Recanati                    | Bellino Briganti-Bellini    |                  | |
| Recco                       | Michele Casaretto           |                  | |
| Regalbuto                   | Luigi Gravina               |                  | |
| Reggio Calabria             | Domenico Spanò Bolani       |                  | |
| Reggio Emilia               | Giovanni Fiastri            |                  | |
| Rho                         | Luigi Castelli              |                  | |
| Riccia                      | Gennaro Sipio               |                  | |
| Rieti                       | Luigi Solidati Tiburzi      | Sinistra storica | |
| Rimini                      | Enrico Serpieri             |                  | |
| Rocca San Casciano          | Cirillo Emiliano Monzani    |                  | |
| Rogliano Calabro            | Donato Morelli              | Destra storica   | |
| Rossano                     | Gaetano Toscano             |                  | |
| Rovigo                      | Giovanni Battista Tenani    |                  | |
| Sala Consilina              | Giuseppe Giuliano           |                  | |
| Salerno                     | Giovanni Nicotera           | Sinistra storica | |
| Salò                        | Geronimo Cantoni            |                  | |
| Saluzzo                     | Alessandro Di Monale        |                  | |
| San Benedetto del Tronto    | Filippo De Boni             |                  | Elezione annullata il 12 dicembre 1865, viene eletto in sostituzione Giovanni Piccolomini |
| San Casciano in Val di Pesa | Tommaso Corsi               |                  | |
| San Daniele nel Friuli      | Enrico Zuzzi                |                  | |
| San Demetrio ne' Vestini    | Federico Salomone           |                  | |
| San Giorgio la Montagna     | Nicola Nisco                | Destra storica   | |
| San Giovanni in Persiceto   | Massimiliano Martinelli     |                  | |
| San Marco Argentaro         | Ferdinando Balsano          |                  | Dimissionario il 22 settembre 1866, viene eletto in sostituzione Giovanni Mosciaro |
| San Miniato                 | Augusto Conti               |                  | |
| San Nazzaro de' Burgondi    | Pietro Strada               |                  | Elezione annullata il 25 novembre 1865, viene eletto in sostituzione Gaspare Cavallini |
| San Nicandro Garganico      | Vincenzo Caccioppo          |                  | |
| San Remo                    | Giuseppe Biancheri          |                  | |
| San Sepolcro                | Piero Puccioni              |                  | |
| San Severino Marche         | Carlo Luzi                  |                  | |
| San Severo                  | Luigi Zuppetta              |                  | Dimissionario il 16 aprile 1866, viene eletto in sostituzione Francesco de Sanctis |
| Santa Maria Capua Vetere    | Augusto Vecchi              |                  | |
| Sant'Angelo dei Lombardi    | Filippo Capone              |                  | |
| Sant'Arcangelo di Romagna   | Achille Rasponi Murat       |                  | |
| Santhià                     | Annibale Marazio            |                  | |
| San Vito al Tagliamento     | Giovanni De Nardo           |                  | |
| Sassari                     | Niccolò Ferracciu           | Sinistra storica | |
| Savigliano                  | Claudio Calandra            |                  | |
| Savona                      | Federico Pescetto           |                  | |
| Scansano                    | Antonio De Witt             | Sinistra storica | |
| Schio                       | Alessandro Rossi            |                  | |
| Sciacca                     | Gaetano Bertolini           |                  | |
| Senigallia                  | Francesco Marzi             |                  | |
| Serradifalco                | Francesco Lanza di Scalea   | Destra storica   | |
| Serra San Bruno             | Vincenzo Paparo             |                  | |
| Serrastretta                | Francesco De Luca           | Sinistra storica | |
| Sessa Aurunca               | Giuseppe Pulce              |                  | |
| Siena                       | Policarpo Bandini           |                  | |
| Siracusa                    | Luigi Greco Cassia          |                  | |
| Sondrio                     | Paolo Bossi                 |                  | |
| Sora                        | Giuseppe Polsinelli         |                  | |
| Soresina                    | Enrico Martini              |                  | Dimissionario il 14 dicembre 1865, viene eletto in sostituzione Carlo Arrivabene |
| Sorrento                    | Giacomo De Martino          |                  | |
| Spezia                      | Angelo De Benedetti         |                  | |
| Spezzano Grande             | Francesco Martire           |                  | |
| Spilimbergo                 | Saverio Scolari             |                  | |
| Spoleto                     | Luigi Pianciani             |                  | |
| Stradella                   | Agostino Depretis           | Sinistra storica | |
| Sulmona                     | Giuseppe Andrea Angeloni    | Sinistra storica | |
| Susa                        | Germain Sommeiller          |                  | |
| Taranto                     | Giuseppe Pisanelli          |                  | |
| Teano                       | Nicola Gigli                |                  | Elezione annullata il 5 dicembre 1865, viene eletto in sostituzione Nicola Amore, il quale è dimissionario nell'agosto 1866; viene nuovamente eletto in sostituzione Nicola Gigli |
| Teggiano                    | Giovanni Matina             |                  | |
| Teramo                      | Francesco Sebastiani        |                  | |
| Termini Imerese             | Giuseppe La Masa            | Sinistra storica | |
| Terni                       | Luigi Silvestrelli          | Sinistra storica | |
| Terranova di Sicilia        | Vincenzo Pugliese Giannone  |                  | |
| Thiene                      | Angelo Piloto               |                  | |
| Tirano                      | Emilio Visconti Venosta     | Destra storica   | Dimissionario il 18 marzo 1866, viene eletto in sostituzione Enrico Guicciardi |
| Todi                        | Lorenzo Leony               |                  | |
| Tolentino                   | Giuseppe Checchetelli       |                  | |
| Tolmezzo                    | Giuseppe Giacomelli         |                  | |
| Torchiara                   | Lucio Magnoni               |                  | |
| Torino I                    | Giovan Battista Bottero     |                  | |
| Torino II                   | Luigi Ferraris              | Destra storica   | |
| Torino III                  | Emanuele Luserna di Rorà    |                  | |
| Torino IV                   | Saverio Vegezzi             |                  | Opta per il collegio di Borgomanero il 2 dicembre 1865, viene eletto in sostituzione Luigi Nervo |
| Torre Annunziata            | Luigi Zuppetta              |                  | Opta per il collegio di San Severo il 30 novembre 1865, viene eletto in sostituzione Gaspare Marsico |
| Tortona                     | Urbano Rattazzi             |                  | |
| Trapani                     | Salvatore Calvino           | Sinistra storica | |
| Tregnago                    | Giulio Camuzzoni            |                  | |
| Trescore Balneario          | Gabriele Camozzi            |                  | |
| Treviglio                   | Giuseppe Piola              |                  | |
| Treviso                     | Antonio Caccianiga          |                  | Dimissionario il 9 dicembre 1866, viene eletto in sostituzione Ferdinando Ferracini |
| Tricarico                   | Filippo De Boni             |                  | |
| Tricase                     | Liborio Romano              |                  | Opta per il collegio di Napoli X il 29 novembre 1865, viene eletto in sostituzione Giuseppe Guerzoni, che opta per il collegio di Manduria il 27 gennaio 1866; viene eletto in sostituzione Pietro Acclavio                                                                                           |
| Tropea                      | Bruno Vinci                 |                  | |
| Udine                       | Antonino di Prampero        | Destra storica   | |
| Urbino                      | Luigi Seismit Doda          |                  | |
| Valdagno                    | Luigi Fincati               |                  | |
| Valenza                     | Pier Carlo Boggio           | Sinistra storica | Opta per il collegio di Cuneo il 18 dicembre 1865, viene eletto in sostituzione Luigi Di Gropello, la cui elezione è annullata il 10 maggio 1866; viene nuovamente eletto Di Gropello, ma la sua elezione è nuovamente annullata il 21 giugno 1866; viene eletto in sostituzione Giuseppe De Cardenas |
| Vallo della Lucania         | Cristoforo Ferrara          |                  | |
| Varallo                     | Francesco Guglianetti       |                  | |
| Varese                      | Enrico Guastalla            |                  | |
| Vasto                       | Pier Domenico Marchione     |                  | |
| Venezia I                   | Galeazzo Giacomo Maldini    |                  | |
| Venezia II                  | Paulo Fambri                |                  | |
| Venezia III                 | Saverio Scolari             |                  | |
| Verbicaro                   | Francesco Giunti            |                  | |
| Vercelli                    | Luigi Marchetti             |                  | |
| Vergato                     | Paolo Silvani               |                  | |
| Verolanuova                 | Giambattista Giustinian     | Destra storica   | Dimissionario il 1º novembre 1866, viene eletto in sostituzione Gaetano Semenza |
| Verona I                    | Angelo Messedaglia          | Destra storica   | |
| Verona II                   | Luigi Arrigossi             |                  | Opta per il collegio di Isola della Scala il 22 dicembre 1866, viene eletto in sostituzione Giovanni Battista Montanari |
| Verrès                      | Baldassarre Mongenet        |                  | |
| Vicenza                     | Fedele Lampertico           | Destra storica   | |
| Vicopisano                  | Robustiano Morosoli         |                  | |
| Vigevano                    | Luigi Costa                 |                  | |
| Vignale                     | Giovanni Lanza              | Destra storica   | |
| Vigone                      | Clemente Corte              | Sinistra storica | |
| Villadeati                  | Francesco Monti             |                  | |
| Villanova d'Asti            | Tommaso Villa               | Sinistra storica | |
| Vimercate                   | Tullo Massarani             | Destra storica   | |
| Vittorio                    | Giacomo Pellatis            |                  | |
| Vizzini                     | Vincenzo Cafici             |                  | Dimissionario il 21 dicembre 1866, viene eletto in sostituzione Gaetano Giusino |
| Voghera                     | Severino Grattoni           |                  | |
| Volterra                    | Celestino Bianchi           |                  | |
| Voltri                      | Antonio Viacava             |                  | |
| Zogno                       | Giovanni Battista Barca     |                  | |